# Крисмус, Филипп
Филипп Крисмус (фр. Philippe Chrismousse; 19 ноября 1974, Сент Клод, Гваделупа) — французский футболист, вратарь люксембургского клуба «Авенир».
Воспитанник клуба «Седан», выступал также за французские клубы «Ланс», «Генгам», «Олимпик», немецкий «Саарбрюккен», португальский «Леса», а также за люксембургские клубы «Шиффланж 95», «Спора».
С июля 2005 года выступает за клуб «Авенир».